# Wacky Races (joc video din 2000)
Wacky Races este un joc video de curse bazat pe serialul de desene animate cu același nume produs de Hanna-Barbera. Jocul a fost dezvoltat și publicat de Infogrames, fiind lansat pentru diverse platforme de-a lungul anilor, inclusiv pentru PlayStation, PlayStation 2, Dreamcast și Game Boy Color. Wacky Races este renumit pentru stilul său umoristic, personajele excentrice și vehiculele lor unice.

## Istoric

### Desenele animate
Seria originală de desene animate Wacky Races a fost difuzată pentru prima dată în 1968 și a devenit rapid un clasic al genului. Serialul prezintă o competiție nebună între un grup de concurenți ciudați, fiecare conducând vehicule neobișnuite. Protagoniștii principali includ Dick Dastardly și câinele său sidekick, Muttley, care încearcă în mod constant să saboteze cursa pentru a câștiga.

### Dezvoltarea jocului
Jocul Wacky Races a fost dezvoltat de Infogrames și a beneficiat de colaborarea cu Hanna-Barbera pentru a asigura autenticitatea față de materialul sursă. Prima versiune a jocului a fost lansată în 1991 pentru consolele de 8-bit și 16-bit, iar mai târziu a fost portată pe platforme mai moderne precum PlayStation și PlayStation 2.

## GameplayRecenzii și primire
Wacky Races este un joc de curse care combină elemente de competiție rapidă cu strategii de sabotate. Jucătorii pot alege să controleze unul dintre personajele iconice ale seriei, fiecare având propriul vehicul cu abilități speciale. Cursa are loc pe diverse trasee, fiecare plină de obstacole și capcane inspirate din desenul animat.

## Personaje și vehicule
1. Dick Dastardly și Muttley - Mașina numărul 00, The Mean Machine, este echipată cu tot felul de gadgeturi de sabotaj.
2. Penelope Pitstop - Conduce The Compact Pussycat, o mașină roz plină de accesorii de modă.
3. Peter Perfect - Mașina lui, Turbo Terrific, este rapidă și stilată.
4. The Gruesome Twosome - Aceștia conduc The Creepy Coupe, un vehicul gotic plin de surprize înfricoșătoare.
5. The Ant Hill Mob - Conduc The Bulletproof Bomb, o mașină care seamănă cu un vechi vehicul de mafie.

## Moduri de joc
- Single Race: Jucătorii pot selecta un traseu și un personaj pentru a concura într-o cursă unică.
- Championship: Un mod de turneu în care jucătorii concurează într-o serie de curse pentru a acumula puncte și a câștiga campionatul.
- Time Trial: Un mod în care jucătorii încearcă să obțină cel mai bun timp pe un traseu specific.

## Grafica și sunet
Wacky Races utilizează o grafică colorată și vibrantă, menținută fidelă stilului desenului animat original. Personajele sunt bine animate și fiecare vehicul este detaliat cu caracteristici unice. Sunetul jocului include efecte sonore specifice fiecărui vehicul și comentarii amuzante din partea personajelor, contribuind la atmosfera comică a jocului.

## Recenzii și primire
Wacky Races a primit recenzii mixte, fiind apreciat pentru fidelitatea față de sursa originală și umorul său, dar criticat pentru controlul uneori greoi și lipsa de profunzime în gameplay. Cu toate acestea, jocul a devenit un favorit al fanilor nostalgici ai desenelor animate și a celor care apreciază jocurile de curse nonconformiste.

## Adaptări și continuări
Succesul jocului a dus la lansarea mai multor titluri similare, precum și la actualizări și portări pe platforme mai noi. De asemenea, seria de desene animate a cunoscut o revigorare, inspirând noi produse de divertisment și jocuri de societate.

## Moștenire
Wacky Races este un exemplu clasic de cum un serial de desene animate poate fi transformat într-un joc video de succes. Prin combinarea unor elemente de curse rapide cu umorul și strategiile de sabotaj, jocul reușește să capteze esența spiritului Wacky Races și să ofere o experiență de joc plină de distracție și aventură.